# Cavalier King Charles Spaniel
Cavalier King Charles Spaniel (Vua kỵ sĩ xứ Tây Ban Nha) gọi tắt là chó Spaniel là loài chó cảnh có kích thước nhỏ. Loài chó này xuất hiện nhiều bên cạnh các thành viên hoàng gia, gia đình quyền quý bởi ngoại hình dễ thương của chúng. Giống chó này được nuôi để ẵm bế, nổi tiếng từ 400 năm nay. Đặc biệt, nó có khả năng săn thú nhỏ. Chúng rất thân thiện nếu được đối xử nhẹ nhàng, thích chơi đùa và thích đi bộ thật lâu dù không cần vận động nhiều tính dịu dàng, lúc nào cũng vẫy đuôi và ít ồn ào. Chó có thần kinh cân bằng nhưng rất hung dữ và dũng cảm khi tấn công kẻ địch.

## Tổng quan
Tên của loài chó này được đặt bởi Vua Charles Đệ Nhị. Cavalier King Charles Spaniels là hậu duệ từ loài King Charles Spaniel. Những năm sau năm 1600, King Charles Spaniel được lai tạo với những con chó Pug, mà dẫn đến kết quả là tạo ra một giống chó nhỏ hơn với chiếc mũi phẳng hơn, khuôn mặt hãy hơn, đầu thủ tròn trịa và cặp mắt lồi. Kết quả của việc nhân giống này là giống chó King Charles Spaniel (English Toy Spaniel) được biết đến ngày nay.
Vào năm 1920, một người Mỹ có tên là Roswell Eldridge người đã tài trợ tiền trong suốt cuộc triển lãm Chó của Cruft ở Luân Đôn và đối với bất cứ ai triển lãm chó King Charles Spaniel với những chiếc mũi dài. Ông ta đã tìm kiếm những con chó tương tự như những con chó xuất hiện ở trong những bức họa của Van Dyck của Vua Charles Đệ Nhị và những con Spaniel của ông, trước khi chó Pug được nhân giống cùng.
Ông ta đã bắt đầu nhân giống những mẫu mà ông ta đã thu thập và tới những năm 1940 những con chó này đã được phân loại như một loài riêng biệt và được cố định với tiền tố Cavalier, để phân biệt chúng với những tổ tiên của chúng. Cavalier King Charles Spaniel được triển lãm ở trong Nhóm chó cảnh nhỏ (Toy Group) của AKC bắt đầu từ năm 1996.

## Đặc điểm
Cavalier King Charles Spaniel là một giống chó nhỏ nhắn cân đối. Chúng cao khoảng 30–33 cm, nặng 5–8 kg, chó có tầm vóc nhỏ, cao 36 cm, nặng 5–8 kg, có thân hình rằn chắc và dai sức. Đầu thủ hơi tròn, mõm đầy đặn, thuôn nhọn, mặt hơi gãy. Mũi đen, mõm rộng, hàm răng khít như cặp kéo cắt. Đôi tai ở vị trí cao trên đầu thủ với nhiều lông rậm. Lưng bằng phẳng. Đuôi bị cộc khoảng 1/3 nhưng thường là để tự nhiên. Móng đeo nên được gỡ bỏ. Bộ lông màu tơ tằm dài vừa phải với nhiều lông trên tai, ngực, chân và đuôi. Màu lông bao gồm màu hoàng tử charles (ba màu), hồng ngọc (đỏ thẫm), màu vua charles (nâu và đen) và màu Blenheim (đỏ và trắng). Những con chó Blenheim, những đốm nâu đỏ ở trên đỉnh đầu giữa hai tai được ưa chuộng bởi các nhà nhân giống, loài này rụng lông vừa phải.
Cặp mắt nâu tối tròn và cách xa nhau với viền mắt đen. Chúng có cặp mắt nổi bật và khứu giác tốt và có thể được sử dụng trong những cuộc săn nhỏ ở những nơi phù hợp. Chúng thực hiện tốt với những đòi hỏi tuân thủ. Tuổi thọ chúng khoảng từ 9-14 năm. Chó đực có thể phối giống lúc 20 tháng tuổi, chó cái có thể sinh sản lúc 16 tháng tuổi, chó cái đẻ mỗi lứa từ 3-6 con. Chúng mắc chứng bệnh syringomyelia, bệnh di truyền về mắt, bệnh khớp gối, bệnh về lưng, những ảnh hưởng của tai, điếc. Nhiều con mắc chứng loạn sản xương hông. Cũng mắc chứng bệnh van hai lá, một vấn đề về tim nghiêm trọng do gen, mà có thể gây ra tử vong sớm. Nên kiểm tra kỹ lưỡng lịch sử bệnh tất của những thế hệ chó trước khi chọn.
Khi chăm sóc chúng thì tắm khô cần thiết. Lông giữa các đệm thịt ở bàn chân cần được cắt tỉa. Mắc những vật bẩn và hạt trong tai và do đó nên được làm chải lông và làm sạch ở cả bên trong tai thường xuyên. Luôn đảm bảo con chó được sạch sẽ và ấm áp sau khi tắm. Kiểm tra mắt cẩn thận đối với bất kì dấu hiệu nào của nhiễm trùng. Không nên cho ăn quá nhiều. Loài này có xu hướng tăng cân nhanh. Giống chó Cavalier King Charles Spaniel có bộ não to hơn cả hộp sọ của chúng. Giống chó này đang là vật nuôi phổ biến ở Mỹ, và có một sự thật mà ít người biết đến là não của loài vật này thậm chí còn to hơn cả hộp sọ của chúng.

## Tập tính

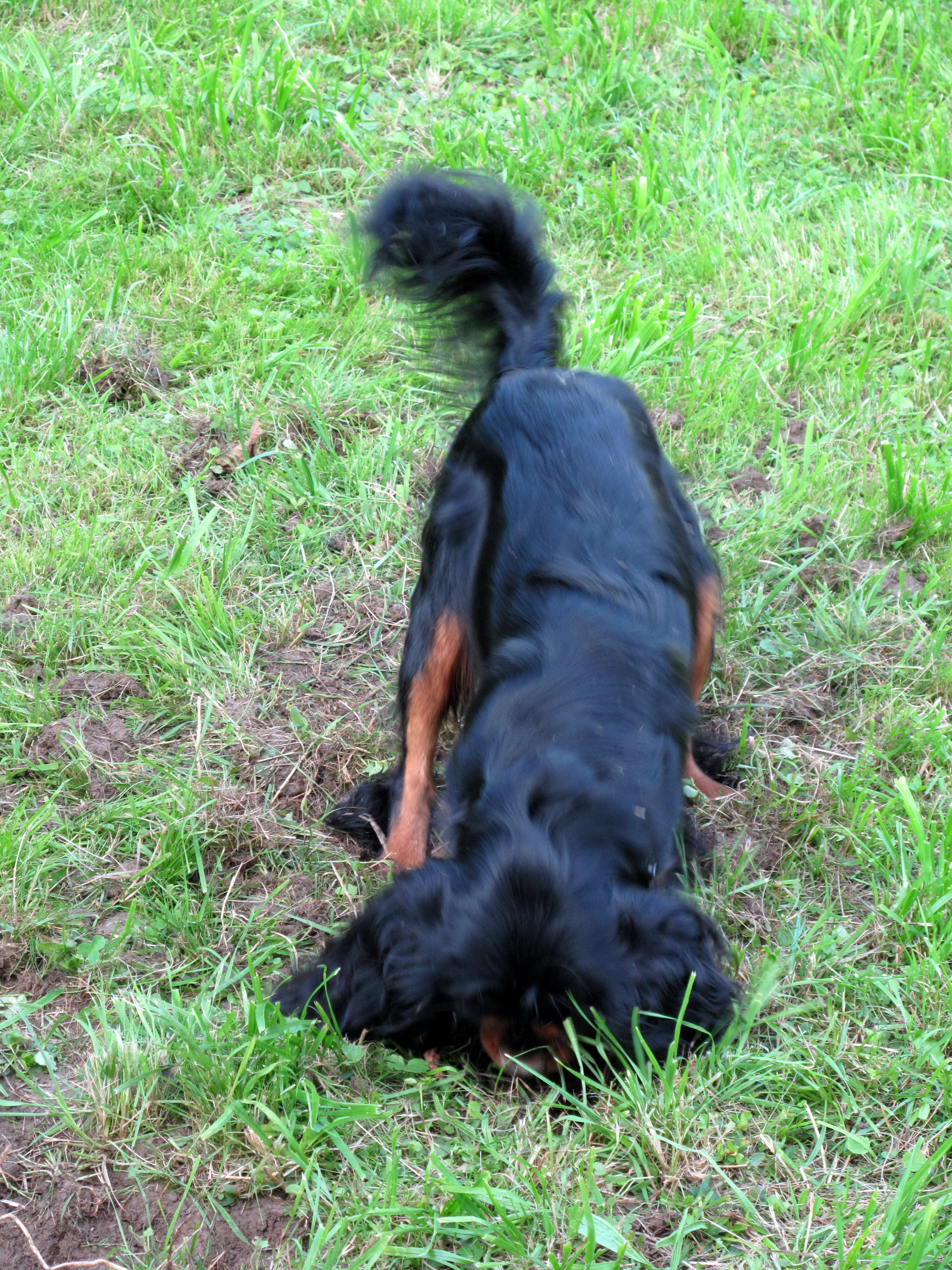
Một con đang sục đất

Cavalier King Charles Spaniel là giống chó năng nổ, tình cảm và hạnh phúc. Luôn luôn ve vẩy đuôi. Chúng cởi mở và năng động. Những con chó nhỏ bé sống động và không biết sợ này rất hoạt bát và sẵn sàng làm hài lòng chủ nhân. Chúng thông minh đủ để hiểu chủ muốn gì và do đó thường dễ huấn luyện và đáp ứng tốt với những phương pháp huấn luyện vâng lời nhẹ nhàng. Chúng được cho là bản chất tốt tự nhiên và hòa thuận với những con chó và vật nuôi khác. Chúng được cho là phù hợp với người già hơn với trẻ nhỏ, cho chúng hòa nhập để tránh dè dặt với người lạ. Cavalier King Charles Spaniel là một giống chó dễ tính.
Cavalier King Charles Spaniel yêu mọi người, thích kết bạn. Chúng không phù hợp cuộc sống trong cũi và không muốn bị bỏ một mình suốt cả ngày. Nếu có việc phải rời xa chúng, đảm bảo rằng cho nó đi dạo trước khi cho nó nghỉ ngơi một cách tự nhiên. Thực hiện bản năng săn bắt của chúng, chúng có bản năng rượt đuổi. Hạn chế việc phát triển Hội chứng chó nhỏ, những hành vi do con người gây nên, khi con chó nghĩ nó là kẻ được cưng chiều. Điều này có thể gây ra một loạt những vấn đề về hành vi, mà không phải là tính cách của Cavalier King Charles Spaniel, nhưng những hành vi này được tạo ra bởi cách mà chúng được đối xử.
Cavalier King Charles Spaniels phù hợp cuộc sống căn hộ. Chúng khá hiếu động trong nhà và một mảnh sân nhỏ là phù hợp. Cavalier King Charles Spaniels không phù hợp với những điều kiện nóng nực. Cavalier King Charles Spaniels cần đi dạo hàng ngày. Chơi đùa sẽ đảm bảo cho sự vận động cần thiết, tuy nhiên, như với tất cả các loài chó, chơi đùa không thỏa mãn đầy đủ bản năng cơ bản đối với việc đi dạo của chúng. Những con chó không được đi dạo đầy đủ dường như thể hiện nhiều hơn về những vấn đề hành vi. Chúng cũng sẽ thích thú chạy nhảy tự do không xích trong một khu vực rộng rãi đảm bảo như một sân rộng có rào quanh.